# Samau

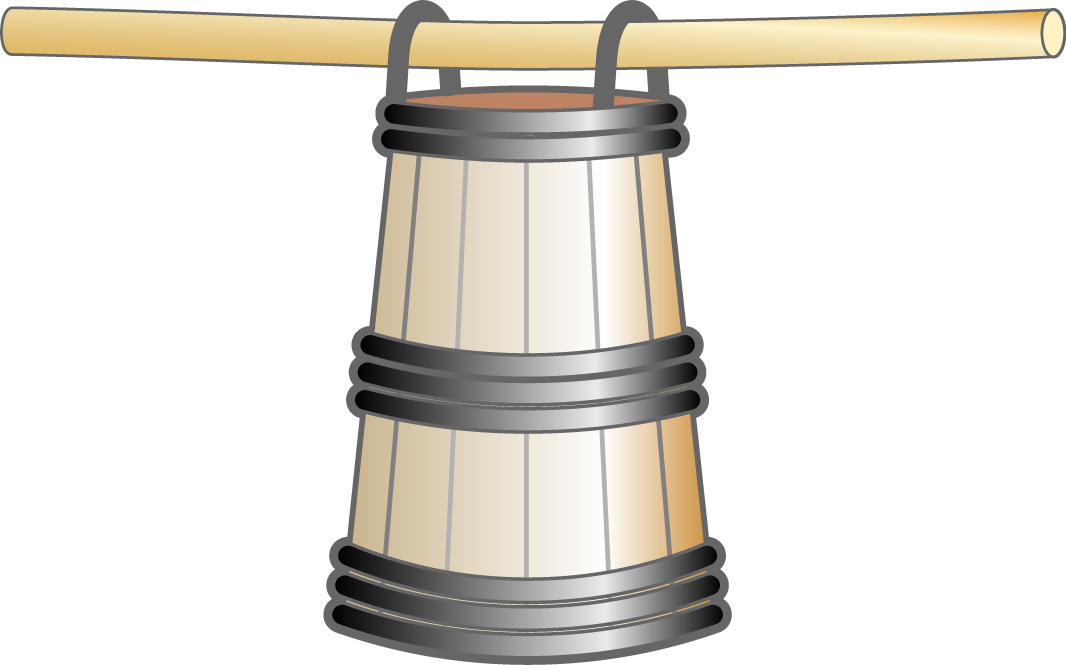
Un samau salisien et sa barre.

Le samau est un des emblèmes de Salies-de-Béarn.

Ce terme représente une comporte, c’est-à-dire un récipient en tonnellerie destiné à être porté.

## Orthographe et étymologie
Le mot samau est occitan, plus spécialement béarnais salisien où il est masculin, car dans le reste de la Gascogne on emploie le féminin la semau, tandis que le languedocien dit la semal, tous synonymes. Il est employé en français régional sous la forme homographe le samau, écrit parfois le °sameau par attirance du terme « eau ».

Le pluriel français est « les samaus », (cf. les landaus).

L'étymologie occitane, donc latine, se réfère à des poteries samiennes, dites de Samos (Grèce).

## Usage salisien
La valeur de la barrique du pays équivaut à trois samaus.

C'est aussi la mesure traditionnelle utilisée pour l’eau salée de Salies ; contenance admise par l’usage = 92 litres. Donc de plus d'une centaine de kilogrammes, ce qui nécessite le concours de deux porteurs robustes.

Les samaus ont des anses qui permettent aux porteurs de passer une barre servant de palanche.